# 周布長次
周布 長次（すふ ながつぐ）／杉岡 長次（すぎおか ながつぐ）は、安土桃山時代から江戸時代前期にかけての武将。毛利氏家臣で長州藩士。石見国那賀郡周布郷を本拠とする国人・周布氏の第16代当主。父は周布元兼。兄に周布元盛。

## 生涯
天正元年（1573年）、周布元兼の次男として生まれる。
天正6年（1578年）の播磨国上月城攻めで吉川元春の軍に属して戦った父・元兼が、同年6月9日に戦死したため、兄の元盛が家督を相続した。しかし、天正20年（1592年）4月から始まる文禄の役で吉川広家に従って朝鮮に渡った元盛は、文禄2年（1593年）6月21日から6月29日にかけて行われた第二次晋州城攻防戦に参加し勇戦したが、晋州城を落城させた6月29日に戦死した。元盛には男子がおらず、元盛の幼き娘が成人したら婚姻させて跡職を命じ、それまでは弟の長次が後を継ぐこととなった。
文禄3年（1594年）8月1日、輝元から「吉兵衛尉」の官途名を与えられる。慶長元年（1596年）には苗字を変えたいと申し出て、同年1月6日に輝元からも認められて苗字を「杉岡」と改めた。
慶長2年（1597年）から始まる慶長の役に長次も従軍して朝鮮半島に渡り、同年12月22日から慶長3年（1598年）1月4日にかけて行われた第一次蔚山城の戦いにおいて武功を挙げた。これにより、第一次蔚山城の戦いで功のあった毛利氏家臣を賞した慶長3年（1598年）1月25日付の豊臣秀吉の朱印状に長次の名（周布吉兵衛）も記されている。
慶長5年（1600年）の関ヶ原の戦い後に毛利氏が長門・周防2ヶ国に減封されると、周布氏も石見鳶巣城を去って萩へと移り住んだ。長州藩士として周布氏の家格は大組で1500石余を与えられた。
長州藩士となってからは萩城や大坂城の普請に携わり、元和6年（1620年）5月10日には嫡男の元真に知行を譲ることを輝元と秀就に認められる。
慶安2年（1649年）8月9日に死去。享年77。